# Dịch thuật (Apple)
Dịch thuật là một ứng dụng dịch trên iOS được Apple phát triển cho các thiết bị iOS của họ. Ứng dụng này được giới thiệu vào ngày 22 tháng 6 năm 2020, nó hoạt động như một dịch vụ để dịch các câu văn bản hoặc bài phát biểu giữa một số ngôn ngữ và nó đã được phát hành chính thức vào ngày 16 tháng 9 năm 2020, cùng với iOS 14. Tất cả các bản dịch được xử lý thông qua nhân xử lí trí tuệ nhân tạo của thiết bị và do đó, ứng dụng này có thể sử dụng khi ngoại tuyến.

## Ngôn ngữ
Bản dịch hiện được hỗ trợ giữa các phương ngữ Vương quốc Anh (Anh) và Hoa Kỳ (Mỹ) của tiếng Anh, tiếng Ả Rập, tiếng Quan Thoại, tiếng Pháp, tiếng Đức, tiếng Tây Ban Nha, tiếng Ý, tiếng Nhật, tiếng Hàn, phương ngữ Brazil của tiếng Bồ Đào Nha, tiếng Nga, tiếng Tây Ban Nha, tiếng Thái, tiếng Thổ Nhĩ Kỳ, tiếng Việt. Tất cả các ngôn ngữ đều hỗ trợ đọc chính tả và có thể tải xuống để sử dụng ngoại tuyến.